# Censo demográfico do Brasil de 1920
O censo demográfico do Brasil de 1920 foi a quarta operação censitária realizada em território brasileiro e a primeira do século XX, tendo em vista que o censo de 1910 não ocorreu devido a questões de ordem política. Diferente de seus antecessores, o censo de 1920 pussui detalhes mais diversos e centralizados das diferentes camadas populacionais e apresentada da agricultura e indústrias nacionais em sua elaboração. Realizado pela Diretoria Geral de Estatísticas - vinculada ao Ministério da Agricultura, Indústria e Comércio -, o recenseamento mostrou que a população brasileira à época era de 30.635.605 habitantes, dos quais 50,4% eram homens e 49,6% mulheres. A expectativa de vida era de 34,5 anos. Minas Gerais e São Paulo eram as unidades da federação mais populosos, tendo respectivamente 5.889.174 e 4.592.189 habitantes cada. A cidade do Rio de Janeiro, então Distrito Federal, era a única com mais de um milhão de habitantes ao possuir 1.157.873 cariocas.

## Imigração
Em 1920, 5,11% da população brasileira (1.565.961 habitantes) eram imigrantes. Os 558.405 italianos, 433.577 portugueses e 219.142 espanhóis formavam a maior parte do número total de imigrados. Considerando somente a América do Sul, o maior grupo imigrante na época vinha do Uruguai, sendo encontrados 33.621 uruguaios vivendo em território brasileiro.

## Educação
O recenseamento mostrou mais um vez que a maioria dos que moravam no país eram analfabetos: somente 35,1% da população com idade superior a 15 anos sabia ler e escrever, número que salta para 54,4% quando analisando somente a população das capitais. O Distrito Federal do país concentrava a maior taxa de alfabetizados, que formavam 74,2% de seus habitantes. O Rio Grande do Sul era a unidade da federação com a maior taxa de alfabetização (55,5%). Como reflexo de uma sociedade patriarcal, os homens eram proporcionalmente mais alfabetizados: dos que têm mais de 15 anos, 42,9% deles sabiam ler e escrever, enquanto que 27,2% delas tinham tamanho privilégio.
Tamanho era o atraso educacional que o país se encontrava, que levando em conta somente os jovens de sete até quatorze anos de idade imigrantes e nacionais natos, tem-se que 19,5% destes eram alfabetizados e que 37,7% daqueles o eram. Considerando aqueles com mais de 15 anos, 33,3% dos brasileiros natos sabiam ler e escrever, número inferior quando comparado aos 54% dos estrangeiros que eram alfabetizados.

## Indústrias
A indústria brasileira era marcada pela extensa produção de alimentos, seguida pelo setor de vestuário, olarias e serrarias. O estado de São Paulo era o que possuía o parque industrial maior, com 4.145 indústrias. Vinha seguido pelo Rio Grande do Sul e o Distrito Federal, que respectivamente tinham 1.773 e 1.541 fábricas cada.